# Hvitfeldt Hansen
Hvitfeldt Hansen (ur. 30 lipca 1890 w Esbjergu, zm. 15 października 1964 w Vejle) – duński zapaśnik walczący w stylu klasycznym. Olimpijczyk z Sztokholmu 1912, gdzie zajął 26. miejsce w wadze średniej.
Uczestnik mistrzostw Europy w 1907. Wicemistrz Danii w 1917 roku.

## Letnie Igrzyska Olimpijskie 1912
| Konkurencja          | Rundy eliminacyjne      | Rundy eliminacyjne | Klas. końcowa |
| Konkurencja          | Przeciwnik I            | Przeciwnik II      | Miejsce       |
| -------------------- | ----------------------- | ------------------ | ------------- |
| 75 kg styl klasyczny | Fritz Johansson (SWE) P | Jan Sint (NED) P   | 26.           |